# Declan Kidney
Declan Kidney (Cork, 20 de octubre de 1959) es un exjugador y entrenador irlandés de rugby. Actualmente ejerce su profesión de profesor.
Kidney entrenó al XV del Trébol de 2008 a 2013 consiguiendo obtener el Torneo de las Seis Naciones 2009 después de 24 años del último título y tras 60 años sin conseguir el Grand Slam. Este logro le permitió ganar el premio a Mejor entrenador del Mundo en 2009.

## Selección nacional
En 2013 la Unión de Rugby Fútbol de Irlanda le rescindió el contrato luego de terminar quinto en el Torneo de las Seis Naciones 2013.

### Participaciones en Copas del Mundo
Dirigió a su país en una Copa del Mundo: Nueva Zelanda 2011 donde el XV del Trébol venció a los Wallabies y ganó su grupo por primera vez en la historia. Sin embargo los irlandeses fueron eliminados por los Dragones rojos en el siguiente partido.
| Mundial                       | Sede          | Resultado        | PJ  | PG |
| ----------------------------- | ------------- | ---------------- | --- | -- |
| Copa Mundial de Rugby de 2011 | Nueva Zelanda | Cuartos de final | 5/7 | 4  |

## Palmarés
- Campeón del Torneo de las Seis Naciones de 2009 con Grand Slam.
- Campeón de la Copa de Campeones de 2005/06 y 2007/08.
- Campeón de la Liga Celta de 2002-03.